# Фауна Криму
Фауна Криму — унікальний комплекс тваринних організмів з високим рівнем ізоляції від інших географічно суміжних фаун Кавказу, Балкан та материкової частини України.

## Особливості фауни
Характеризується високим рівнем ендемізму, поєднанням гірсько-лісових (найбільші зв'язки з Західним Кавказом) та рівнинно-степових (зв'язки з материковим Приазов'ям) фауністичних комплексів.
У фауні Криму виявлено низку видів, поширення яких у Східній Європі обмежено тільки Кримом. Насамперед, це стосується низки південнобережних видів, як птахів, так і кажанів, комах тощо.

## Дослідники фауни Криму
Серед найвизначніших дослідників фауни Криму — Петро Паллас, Олександр Нікольський, Олександр Браунер, Іван Пузанов та багато інших.
Пізніше фауни Криму вивчали К. Флеров, Ф. Вшивков, Богдан Волянський, Ігор Громов, Юлій Костін, Микола Щербак, Юрій Некрутенко та інші.
Сучасний період досліджень пов'язаний з формуванням цілої плеяди спеціалістів з окремих галузей природничого знання:
- арахноентомології — Микола Ковблюк (павуки), Юрій Будашкін (метелики) та ін.,
- теріології — Альфред Дулицький (мисливська фауна, кажани, раритети), Микола Товпинець (дрібні ссавці), Павло Гольдін (морські ссавці) та ін.,
- орнітології — Сергій Костін, Михайло Бескаравайний, Олександр Цвелих та ін.

## Найважливіші зведення щодо фауни Криму
- Волянський Б. Замітки про звірів Керченського півострова (Крим) // Збірник праць Зоологічного музею. — 1929. — № 7. — С. 29—36. [=Труди Фізико-Математичного Відділу ВУАН. — 1929. — Том 13, вип. 1. — С. 27—34].
- Вшивков Ф. Н. Вредные грызуны Крыма и меры борьбы с ними. — Симферополь, 1954. — 52 с.
- Вшивков Ф. Н. Звери (дикие млекопитающие). — Симферополь: Таврия, 1964. — 88 с.
- Дулицкий А. И. Биоразнообразие Крыма. Млекопитающие: история, состояние, охрана, перспективы. — Симферополь: СОНАТ, 2001. — 208 с.
- Костин Ю. В., Дулицкий А. И. Птицы и звери Крыма: Научно-популярный очерк. — Симферополь: Таврия, 1978. — 108 (112?) с., ил.
- Костин Ю. В., Дулицкий А. И., Мальцев И. В. Редкие животные Крыма. — Симферополь: Таврия, 1981. — 159 с.
- Костин Ю. В. Птицы Крыма. — М.: Наука, 1983. — 240 с.
- Костин Ю. В., Дулицкий А. И., Мальцев И. В. Редкие животные Крыма. — Симферополь: Таврия, 1990. — 200 с.
- Фауна печер України / За ред. І. Загороднюка. — Київ: Українське теріологічне товариство, 2004. — 248 с. (Праці Теріологічної школи. Випуск 6).
- Флеров К. К. О фауне млекопитающих Карадага (Крым) // Ежегодник Зоол. музея АН СССР. — 1929. — Т. 30. — С. 371—404.
- Щербак Н. Н. Земноводные и пресмыкающиеся Крыма. — К.: Наук. думка, 1966. — 240 с.